# Instituto de Salud Pública de Chile
El Instituto de Salud Pública de Chile (más conocido por su acrónimo, ISP) es un servicio público con autonomía de gestión, personalidad jurídica y de patrimonio propio, dependiente del Ministerio de Salud (Minsal), cuya misión es contribuir al mejoramiento de la salud en Chile garantizando la calidad de bienes y servicios, es la agencia del gobierno Chileno responsable de la regulación de medicamentos (humanos), evaluación de calidad de laboratorios, cosméticos, aparatos médicos, productos biológicos y derivados sanguíneos.

## Historia
Su historia se remonta a 1892 cuando fue creado el «Instituto de la Hijiene»  [sic] que permaneció hasta 1924. Posteriormente en 1939 se creó el «Instituto Bacteriológico de Chile» en el mismo lugar donde había funcionado dicho establecimiento. Este permaneció como tal hasta 1979, cuando se formó el Instituto de Salud Pública de Chile, sucesor legal del anterior, formando parte del Sistema Nacional de Servicios de Salud (SNSS). Esta nueva entidad ha sido la encargada de desarrollar vacunas, sueros y antisueros y otros productos biológicos en el país.
En 1982 fue reconocido como Centro Colaborador de la Organización Mundial de la Salud (OMS) en las áreas de inmunología y bacteriología, al igual que lo fuera años antes en las áreas de control nacional y salud ocupacional. Desde 2016 está certificado como Agencia de Referencia Regional de Medicamentos Nivel 4 por la OPS.
En las últimas décadas, ha tenido un rol relevante en el estudio de enfermedades que han aparecido. Así, en el año 2000 se logró aislar una cepa de hantavirus a partir de la muestra de un paciente. Más tarde, en 2009, se logró diagnosticar pacientes en Chile del virus A-H1N1, generando una forma rápida de identificación de casos probables.
En 2020, se identificaron que los primeros 4 casos de COVID-19 en Chile venían de la cepa del virus originada en Wuhan, China.

## Funciones
La misión institucional del organismo es «promover y proteger la salud de la población, fortaleciendo el control sanitario a través de la vigilancia, autorización, fiscalización, investigación y transferencia tecnológica, cumpliendo con altos estándares de calidad y excelencia». Asimismo, las principales tareas son:
- Evaluación de calidad de laboratorios
- Vigilancia de enfermedades.
- Control y fiscalización de medicamentos, cosméticos y dispositivos de uso médico.
- Control y fiscalización de salud ambiental y salud ocupacional.
- Producción y control de calidad de vacunas.

## Directores nacionales
| Titular                        | Partido | Inicio                  | Final                    | Presidente                 |
| ------------------------------ | ------- | ----------------------- | ------------------------ | -------------------------- |
| Iván Saavedra Saavedra         | PDC     | 1991                    | 11 de marzo de 1994      | Patricio Aylwin Azócar     |
| Jorge Sánchez Vega             | Ind.    | 11 de marzo de 1994     | 1997                     | Eduardo Frei Ruiz-Tagle    |
| Gonzalo Navarrete Muñoz        | PPD     | 1997                    | 11 de marzo de 2000      | Eduardo Frei Ruiz-Tagle    |
| Gonzalo Navarrete Muñoz        | PPD     | 11 de marzo de 2000     | 2001                     | Ricardo Lagos Escobar      |
| Jeannette Vega Morales         | PPD     | 2001                    | 15 de octubre de 2002    | Ricardo Lagos Escobar      |
| Pedro García Aspillaga         | PDC     | 2002                    | 2005                     | Ricardo Lagos Escobar      |
| Pamela Milla Nanjari           | Ind.    | 15 de febrero de 2005   | marzo de 2006            | Ricardo Lagos Escobar      |
| Ingrid Heitmann Ghigliotto     | Ind.    | abril de 2006           | 1 de agosto de 2010      | Michelle Bachelet Jeria    |
| María Teresa Valenzuela        | Ind.    | 2 de agosto de 2010     | 30 de septiembre de 2013 | Sebastián Piñera Echenique |
| Stephan Jarpa Cuadra           | Ind.    | 1 de octubre de 2013    | 11 de marzo de 2014      | Sebastián Piñera Echenique |
| Ricardo Fábrega Lacoa          | PDC     | 12 de junio de 2014     | 31 de octubre de 2014    | Michelle Bachelet Jeria    |
| Pamela Milla Nanjari (s)       | Ind.    | 1 de noviembre de 2014  | 30 de noviembre de 2014  | Michelle Bachelet Jeria    |
| Roberto Bravo Méndez (s)       | Ind.    | 30 de noviembre de 2014 | 1 de agosto de 2015      | Michelle Bachelet Jeria    |
| Álex Figueroa Muñoz            | PDC     | 1 de agosto de 2015     | 11 de marzo de 2014      | Michelle Bachelet Jeria    |
| Álex Figueroa Muñoz            | PDC     | 11 de marzo de 2014     | 4 de abril de 2018       | Sebastián Piñera Echenique |
| María Judith Mora Riquelme (s) | Ind.    | 4 de abril de 2018      | 9 de agosto de 2019      | Sebastián Piñera Echenique |
| María Soledad Vásquez Urrutia  | Ind.    | 9 de agosto de 2019     | noviembre de 2019        | Sebastián Piñera Echenique |
| María Judith Mora Riquelme (s) | Ind.    | noviembre de 2019       | 10 de agosto de 2020     | Sebastián Piñera Echenique |
| Heriberto García Escorza (s)   | Ind.    | 10 de agosto de 2020    | 11 de marzo de 2022      | Sebastián Piñera Echenique |
| Heriberto García Escorza (s)   | Ind.    | 11 de marzo de 2022     | 25 de mayo de 2023       | Gabriel Boric Font         |
| Rubén Verdugo Castillo         | Ind.    | 25 de mayo de 2023      | 16 de octubre de 2023    | Gabriel Boric Font         |
| María Judith Mora Riquelme (s) | Ind.    | noviembre de 2023       | En el cargo              | Gabriel Boric Font         |